# Erkina
Erkina es un género de foraminífero bentónico considerado un sinónimo posterior de Pseudoschwagerina de la subfamilia Pseudoschwagerinae, de la familia Schwagerinidae, de la superfamilia Fusulinoidea, del suborden Fusulinina y del orden Fusulinida. Su especie tipo era Erkina ankarensis. Su rango cronoestratigráfico abarcaba el Capitaniense (Pérmico medio).

## Discusión
Clasificaciones más recientes incluyen Erkina en la superfamilia Schwagerinoidea, y en la subclase Fusulinana de la clase Fusulinata.

## Clasificación
Erkina incluye a la siguiente especie:
- Erkina ankarensis †